# 사영
사영 또는 투영은 어떤 집합을 부분집합으로 특정한 조건을 만족시키면서 옮기는 작용이다.
수학에서 사영은 집합(또는 다른 수학적 구조)을 하위 집합(또는 하위 구조)으로 멱등적으로 매핑하는 것이다. 이 경우 멱등성은 두 번 사영하는 것이 한 번 사영하는 것과 같다는 것을 의미한다. 멱등성 속성이 손실된 경우에도 사영의 하위 공간에 대한 제한을 사영이라고도 한다. 사영의 일상적인 예는 평면(종이)에 그림자를 드리우는 것이다. 원래 사영의 개념은 그림자 예제와 같이 3차원 유클리드 공간을 평면에 사영하는 것을 나타내기 위해 유클리드 기하학에 도입되었다.